# Lowell Observatory Near-Earth-Object Search
| LINEAR NEAT Spacewatch LONEOS | CSS Pan-STARRS NEOWISE Altri |

Oggetti NEO rilevati da indagini dedicate:

Il Lowell Observatory Near-Earth-Object Search (LONEOS) è stato un programma intrapreso dalla NASA e dall'Osservatorio Lowell In Arizona, precisamente a Flagstaff, che aveva come scopo primario la ricerca di oggetti spaziali vicini alla Terra. Tale programma venne avviato nel 1993 e si concluse nel febbraio del 2008. Il principale ricercatore della missione era Ted Bowell.
Il LONEOS venne progettato per cercare asteroidi (ECAs) e comete (ECCs) vicine alla Terra, oggetti noti anche come NEOs. Esiste la possibilità di collisioni tra questi corpi e la Terra che possono essere devastanti sino a provocare estinzioni come quelle avvenute in passato. Con questo programma, si poteva prevedere la venuta di questi oggetti, condizione necessaria per un intervento in grado di modificarne la traiettoria. Esiste, per esempio il progetto per realizzare un "rimorchiatore di asteroidi" che dovrebbe permettere di cambiare la traiettoria di un determinato corpo diretto sulla Terra, tanto più efficace quanto maggiore è il preavviso. Tra il 1999 e il 2000, l'efficienza del LONEOS aumentò sensibilmente, poiché furono applicati una fotocamera CCD e un software per la compressione delle immagini digitali.

## Il telescopio

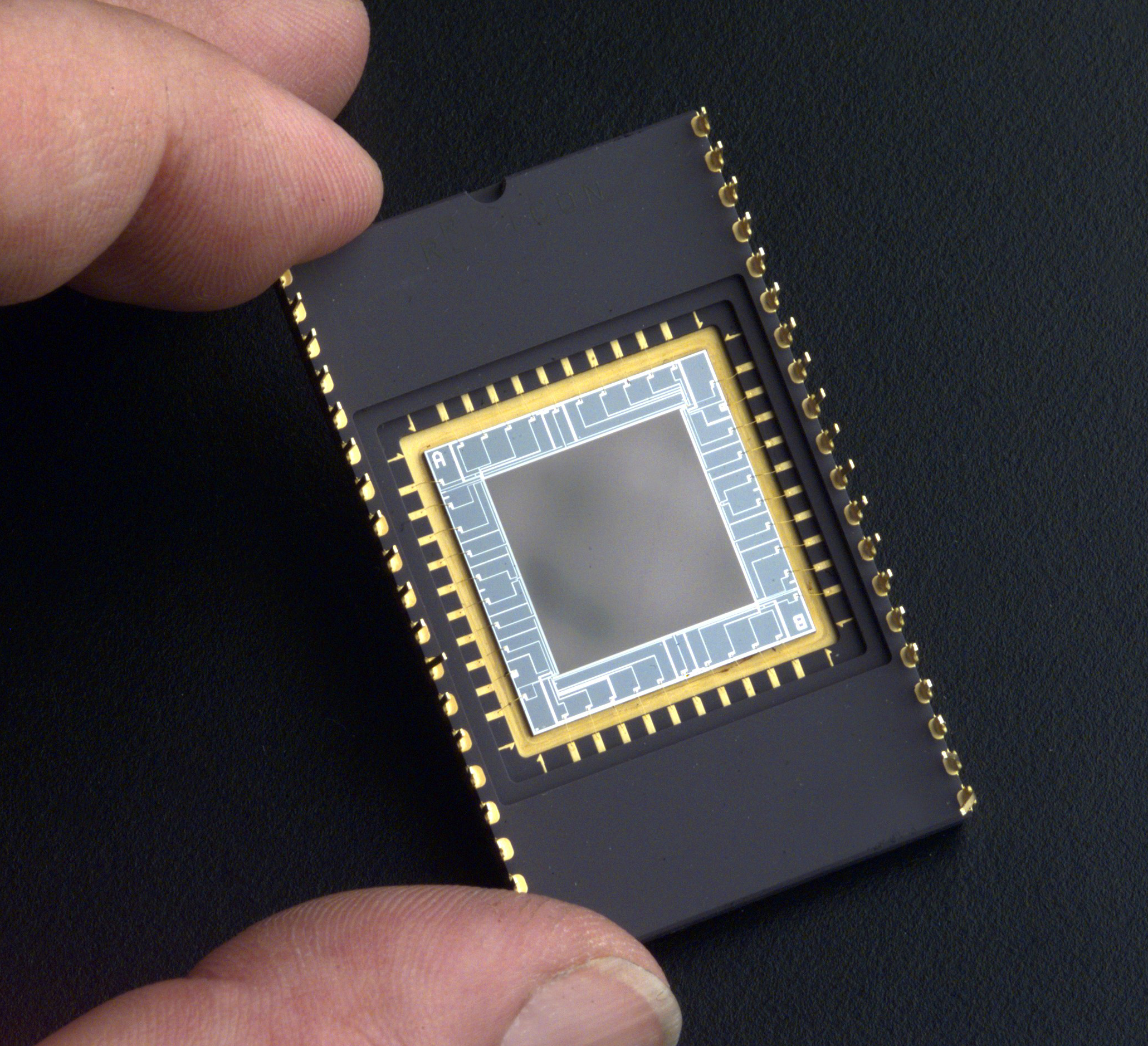
Esempio di sensore CCD

Il LONEOS utilizzava un telescopio Schmidt con apertura di 0,6 m e con f/1.8 dotato di un sensore di tipo CCD con una risoluzione di 16 megapixel che garantiva un campo visivo che va da 3,57 a 1,58 gradi; fu acquisito dall'Università di Weslayan, Ohio, nel 1990. Il telescopio era in grado di scandagliare in una sola notte quattro volte un'area di cielo di circa 1000° quadrati, la ripetizione delle riprese era necessaria per rilevare il movimento di asteroidi e comete e per calcolare usando le diverse posizioni la loro orbita. La fotocamera CCD riusciva ad individuare un asteroide con una magnitudine apparente di 19,8, praticamente una debolissima luce.

### La fotocamera CCD
Il chip della camera CCD venne prodotto dalla Loral. La Camera scattava fotografie con una risoluzione massima di 2048 per 2048 pixel. Svolgeva anche la funzione di misuratore termoelettrico su scala Celsius. La camera, cilindrica, aveva un diametro di 7 pollici (17,8 cm circa). Era in grado di scandire la volta celeste a una velocità fino a 250 kpixel/s con una profondità di 14 bit per pixel.